# Anosia thoe
Anosia thoe är en fjärilsart som beskrevs av Jacob Hübner 1816. Anosia thoe ingår i släktet Anosia och familjen praktfjärilar. Inga underarter finns listade i Catalogue of Life.